# Pfarrkirche Kleinhöflein

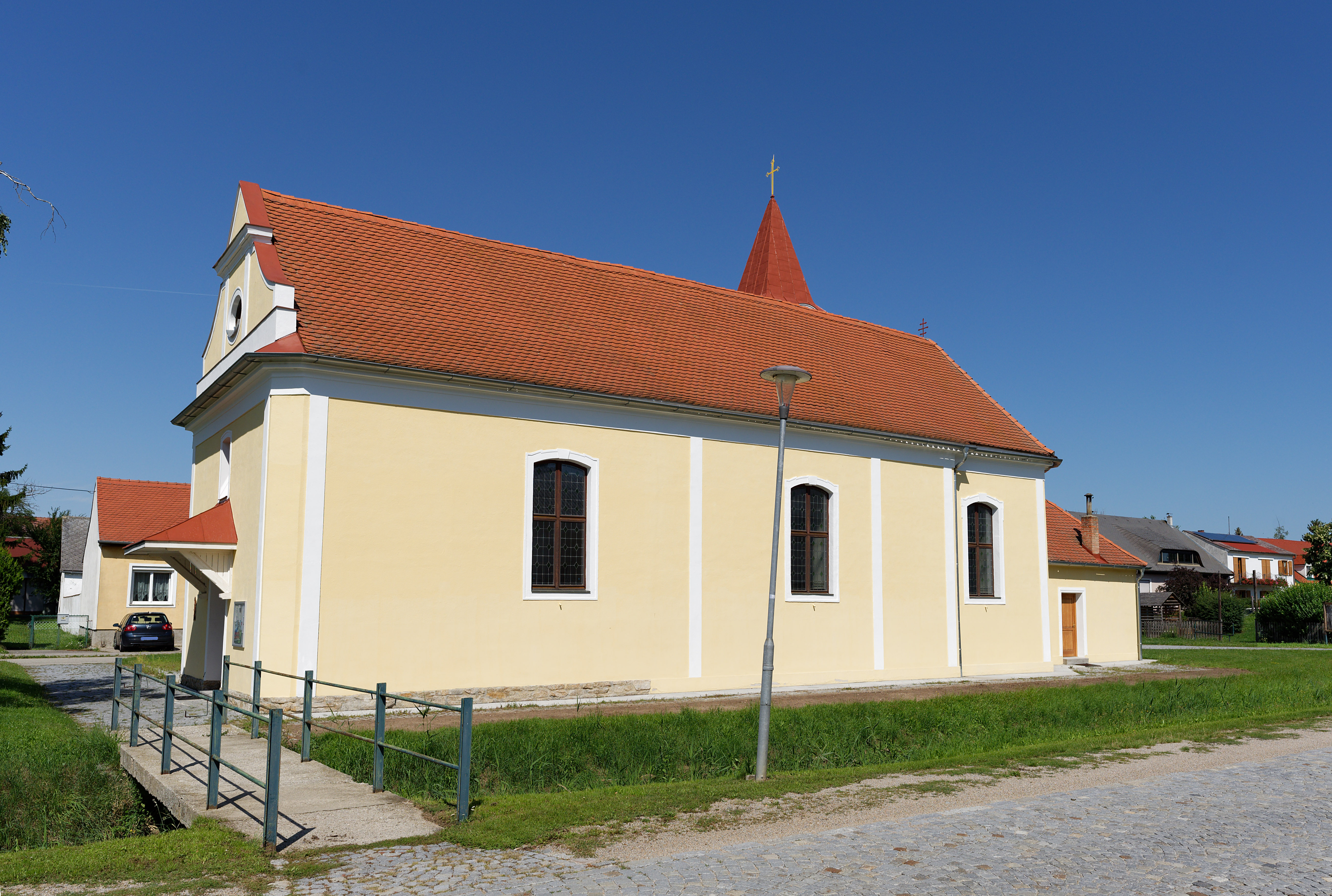
Katholische Pfarrkirche hl. Josef in Kleinhöflein

Die römisch-katholische Pfarrkirche Kleinhöflein steht auf dem Anger in der Ortschaft Kleinhöflein der Stadtgemeinde Retz im Bezirk Hollabrunn in Niederösterreich. Die dem Patrozinium des Heiligen Josef von Nazaret unterstellte Pfarrkirche gehört zum Dekanat Retz-Pulkautal in der Erzdiözese Wien. Die Kirche steht unter Denkmalschutz (Listeneintrag).

## Geschichte
Die Pfarre wurde 1783 gegründet.
Der Kirchenbau wurde im späten 18. Jahrhundert erbaut.

## Architektur
Das Kirchenäußere zeigt einen Saalbau mit einem östlichen runden Chorschluss und einem nordöstlichen Turm, die Fassaden haben eine Lisenengliederung und Segmentbogenfenster, die Westfront hat einen dreieckigen Blendgiebel. Der Turm zeigt sich mit einem genuteten Erdgeschoß und Rundbogenfenstern.
Das Kircheninnere zeigt sich mit einem korbbogigen Tonnengewölbe mit Stichkappen auf Gurtbögen auf Pilastern. Die Westempore auf Gusseisenständern entstand im Ende des 19. Jahrhunderts. 

## Einrichtung
Der schlichte Retabelaltar in spätklassizistischen Formen entstand in der Mitte des 19. Jahrhunderts, er zeigt das Altarblatt hl. Josef mit dem Jesuskind gemalt von H. Schöllauf 1936. Seitlich befinden sich spätbarocke hölzerne Konsolfiguren der Heiligen Maria und Josef aus dem Ende des 18. Jahrhunderts.
Die Orgel mit 6 Registern entstand 1864. Eine Glocke nennt Johann Georg Scheichel 1790.